# 留守第52師団
留守第52師団（るすだいごじゅうにしだん）は、1941年から1945年まで地域防衛と徴兵・訓練などに携わった大日本帝国陸軍の部隊である。金沢師管を管轄した。金沢師管区部隊の発足とともに廃止になった。

## 1941年に編成
石川・富山・長野の3県にあたる金沢師管は、1940年創設の第52師団が管轄していた。太平洋戦争開戦直前の1941年12月4日、昭和16年軍令陸甲第94号により、第52師団に臨時動員が命じられた。
この場合の臨時動員は、常設師団が現役を退いた将兵を召集して兵力を充足し、平時の教育・訓練や徴兵事務等を切り離して純然たる戦闘組織に組織し直すことをいう。このとき師団から切り離された業務を引き継ぐために、同時に臨時編成されるのが留守師団である。今回も12月4日に留守第52師団が編成された。もっとも、命令されてから実際の編成が完了するまでは時間を要し、第52師団の動員完結は12月31日になった。留守第52師団の編成完了は第52師団長から将校職員表が提出された1942年（昭和17年）1月27日頃であろう。
留守師団は、もとの師団から名を取るが、別の師団長と別の組織・人員からなる別部隊である。師団司令部と複数の補充隊からなり、補充隊が兵士を教育訓練して送り出す組織である。歩兵第69連隊補充隊が富山市、歩兵第150連隊補充隊が長野県松本市にあったほかは、司令部がある石川県金沢市に集中した。上級部隊は東京に司令部を置く東部軍であった。

## 第52師団の復帰と動員
動員後、内地で待機していた第52師団は、翌1942年6月27日に復帰を命じられた。1943年（昭和18年）8月10日に、第52師団はふたたび動員された。本来の師団が復帰すれば留守師団は復員（解散）し、本来の師団が動員されれば留守師団も動員されるはずだが、この時の留守師団編成については直接の資料を得ない。

## 師管区部隊に転換して廃止
金沢師管は1945年1月22日制定（24日公布）の昭和20年軍令陸第1号による陸軍管区表改定によって、2月11日に長野県を新設の長野師管に譲った。新たに長野師管を管轄することになった留守第54師団は、姫路から移動して新師管を掌握する必要があり、それまでの間、留守第52師団が長野県の業務を継続した。
1945年2月9日制定（10日公布）の昭和20年軍令陸第2号で、臨時的性格の留守師団をやめ、常設の師管区部隊をおく制度が定められた。同日の軍令陸甲第25号で、4月1日をもって留守第52師団司令部は金沢師管区司令部に改称することになった。所属部隊も形式的に解散し、実質的にはほとんどが金沢師管区部隊に転じた。
しかし、戦後に作成された『帝国陸軍部隊調査表』などの資料は、留守第52師団司令部の改称を2月11日、隷下補充隊の復員（解散）と師管区部隊補充隊の編成を2月28日としており、他師団より約1か月以上早い。しかるにやはり戦後に金沢師管区第1補充隊が提出した自らの編成日は4月2日である。留守第52師団の歩兵第150連隊補充隊は、長野師管区部隊の歩兵第2補充隊に転換したが、師管区補充隊の発足は4月1日、4月7日と2通りの資料があって、2月28日と隔たりがある。転換が2月なのか4月なのかは確証がない。

## 師団長
- 井関仭 予備役陸軍中将：1943年11月5日[14] - 1945年3月31日[15]

## 部隊の編制
1945年の編制。戦後に作成された『帝国陸軍部隊調査表　集成表』による。「東部48部隊」等は部隊の通称号。矢印の右は、1945年に師管区部隊に転換したときの名称である。
- 留守第52師団司令部 - 金沢 → 金沢師管区司令部に改称
  - 歩兵第69連隊補充隊（東部48部隊） - 富山 → 金沢師管区歩兵第2補充隊
  - 歩兵第107連隊補充隊（東部49部隊） - 金沢 → 金沢師管区歩兵第1補充隊
  - 歩兵第150連隊補充隊（東部50部隊） - 松本 → 長野師管区歩兵第2補充隊
  - 騎兵第52連隊補充隊（東部51部隊）- 金沢 → 解散して兵員は金沢師管区歩兵第1補充隊に編入
  - 山砲兵第16連隊補充隊（東部52部隊） - 金沢 → 金沢師管区砲兵補充隊
  - 工兵第52連隊補充隊（東部53部隊）  - 金沢 → 金沢師管区工兵補充隊
  - 第52師団通信隊補充隊（東部54部隊） - 金沢 - 金沢師管区通信補充隊
  - 輜重兵第52連隊補充隊（東部55部隊） - 金沢 - 金沢師管区輜重兵補充隊

師団司令部の下には連隊区司令部があった。
- 金沢連隊区司令部
- 富山連隊区司令部
- 長野連隊区司令部